# Agapetus kongcanxing
Agapetus kongcanxing är en nattsländeart som beskrevs av Olah 1988. Agapetus kongcanxing ingår i släktet Agapetus och familjen stenhusnattsländor. Inga underarter finns listade i Catalogue of Life.